# Episodi di The Missing (seconda stagione)
La seconda stagione della serie televisiva The Missing viene trasmessa in prima visione assoluta nel Regno Unito dal 12 ottobre 2016 su BBC One. L'anno successivo viene pubblicata in lingua italiana su Amazon Video.
| nº | Titolo originale         | Titolo italiano              | Prima TV Regno Unito | Prima TV in italiano |
| -- | ------------------------ | ---------------------------- | -------------------- | -------------------- |
| 1  | Come Home                | Torna a casa                 | 12 ottobre 2016      |                      |
| 2  | The Turtle and the Stick | La tartaruga e il ramoscello | 19 ottobre 2016      |                      |
| 3  | A Prison without Walls   | Una prigione senza mura      | 26 ottobre 2016      |                      |
| 4  | Statice                  | Interferenza                 | 2 novembre 2016      |                      |
| 5  | Das Vergessen            | Oblio                        | 9 novembre 2016      |                      |
| 6  | Saint John               | Saint John                   | 16 novembre 2016     |                      |
| 7  | 1991                     | 1991                         | 23 novembre 2016     |                      |
| 8  | The Mountain             | La montagna                  | 30 novembre 2016     |                      |